# District de Carouge
Le district de Carouge est une ancienne division territoriale française du département du Mont-Blanc de 1790 à 1795.

## Organisation
Le district est composé de 8 cantons, rassemblant 85 communes.
Il était composé des cantons de Carouge (9 communes, 8 055 hab.), Annemasse (13 communes, 6 230 hab.), Bonne (10 communes, 4 297 hab.), Chaumont (12 communes, 3 213 hab.), Cruseilles (9 communes, 3 668 hab.), Frangy (10 communes, 4 363 hab.), Reignier (8 communes, 4 602 hab.) et Viry (14 communes, 5 461 hab.).